# Nicholas Anthony DiMarzio
Nicholas Anthony DiMarzio, né le 16 juin 1944 à Newark (New Jersey), aux États-Unis, est un prélat américain qui est évêque de Camden, puis évêque de Brooklyn de 2003 à 2021.

## Biographie
Nicholas DiMarzio naît à Newark dans la famille d'un militaire, baptisé comme lui Nicholas DiMarzio (devenu plus tard inspecteur de santé de la ville de Newark), et de son épouse Grace, née Grande. Ses quatre grands parents ont tous émigré d'Italie méridionale. Nicholas DiMarzio est l'aîné de trois enfants. Il poursuit ses études primaires et secondaires dans des écoles catholiques de Newark et après des études au séminaire de l'Immaculée-Conception de l'université Seton Hall, il obtient en 1970 un bachelor's degree en théologie de l'université catholique d'Amérique et reçoit l'ordination sacerdotale le 30 mai 1970 pour l'archidiocèse de Newark. Il obtient un master's degree en 1980 en travail social de l'université Fordham, puis un doctorat en travail social en 1985 de l'université Rutgers. Il parle en plus de l'anglais, italien et espagnol et a des notions de français.
Il commence son travail avec les migrants en 1976, dirigeant ensuite pendant neuf ans le service d'hébergement des migrants de l'archidiocèse et pendant deux ans le bureau de migration (Office of Migration) des Catholic Community Services de Newark. Il déménage à Washington en 1985 où il devient directeur adjoint des services des migrants et des réfugiés de la conférence épiscopale américaine pendant six ans.
Le 10 septembre 1996, le pape Jean-Paul II le nomme évêque titulaire de Mauriana (de) et évêque auxiliaire de Newark. L'archevêque de Newark, Theodore Edgar McCarrick, le consacre évêque le 31 octobre de la même année; les coconsécrateurs étant Peter Leo Gerety (archevêque émérite de Newark) et John Mortimer Fourette Smith, évêque coadjuteur de Trenton.
Le 7 juin 1999, Jean-Paul II le nomme évêque de Camden, où il est installé le 22 juillet suivant. En 2000, il est nommé membre du Conseil pontifical pour la pastorale des migrants et des personnes en déplacement, fonction qu'il occupe toujours. Jean-Paul II le nomme, le 1er août 2003, évêque de Brooklyn, où il est installé le 3 octobre suivant.
Bien après avoir dépasse la limite d'âge, ce n'est qu'à 77 ans qu'il présente sa démission au pape François qui l'accepte le 29 septembre 2021.

## Accusations d'abus sexuels
En octobre 2019, le pape François choisit DiMarzio pour enquêter sur le diocèse de Buffalo, dans l'État de New York, où Richard Joseph Malone (en) est critiqué pour sa gestion d'un scandale sexuel.
Un mois après, le 13 novembre 2019, Mark Matzek, un résident du New Jersey, a allégué que DiMarzio et un autre prêtre, Albert Mark, l'avaient agressé à plusieurs reprises alors qu'il était enfant de chœur à la paroisse Saint-Nicolas et élève à l'école Saint-Nicolas de Jersey City au milieu dans les années 1970. DiMarzio était curé de la paroisse à cette époque. Le 11 mars 2021, Matzek a intenté une action en justice contre DiMarzio et le diocèse.
En janvier 2020, le Vatican ouvre une enquête, confiée à la Congrégation pour la doctrine de la foi.
Le 4 juin 2020, Samier Tadros, un résident de Daytona Beach, en Floride , a allégué que DiMarzio l'avait agressé sexuellement lors de cours privés de catéchisme à l'âge de six ou sept ans en 1979 et 1980, dans l'église Holy Rosary de Jersey City,. DiMarzio déclare alors que Tadros n'a jamais été membre de la paroisse Holy Rosary et n'a pas fréquenté l'Académie Holy Rosary, et qu'il ne donnait pas de cours particuliers à des enfants aussi jeunes. Le 17 février 2021, Tadros intente une action en justice contre DiMarzio et l' archidiocèse de Newark.
Le 1er septembre 2021, la Congrégation pour la doctrine de la foi clôture la première affaire estimant que les accusations « n’ont pas l’apparence de la vérité » et ne méritent donc pas un procès canonique complet. Cette déclaration suscite le scepticisme car l'enquête était menée par le cardinal Timothy,  « un bon ami » de DiMarzio.
Les affaires civiles restent pendantes devant les tribunaux du New Jersey.

## Succession apostolique
Nicholas Anthony DiMarzio a ordonné les évêques suivants :
- Évêque Guy Sansaricq (en) (2006)
- Évêque Octavio Cisneros (en) (2006)
- Évêque Frank Caggiano (en) (2006)
- Évêque Paul Sanchez (en) (2012)
- Évêque Raymond Chappetto (en) (2012)
- Évêque James Massa (en) (2015)
- Évêque Witold Mroziewski (en) (2015)